# David Lyon
David Lyon (Dave Lyon, sinh 1968) là một người thiết kế xe ô tô từng làm việc cho General Motors. Từ năm 2017 tới thời điểm hiện tại, ông là Giám đốc thiết kế của Vinfast - Nhà sản xuất ô tô tiên phong và dẫn đầu thế giới với dòng sản phẩm ô tô điện.

## Công việc
Lyon học tại Cao đẳng Nghiên cứu Sáng tạo ở Detroit, Michigan, nơi anh nhận bằng cử nhân mỹ thuật về thiết kế giao thông vận tải vào năm 1990. Ngay sau khi tốt nghiệp đại học, anh gia nhập General Motors tại Trung tâm Thiết kế ở Trung tâm Kỹ thuật General Motors, Warren, Michigan, nơi anh đầu tiên được giao cho các studio thiết kế Oldsmobile. Năm 1997, anh gia nhập studio thiết kế Cadillac, nơi anh đã giúp thiết kế chiếc Cadillac CTS thế hệ đầu tiên và năm 1998, anh chuyển đến Buick Brand Studio và giữ chức vụ Thiết kế trưởng.
Năm 2002, Lyon được bổ nhiệm làm Giám đốc thiết kế cho ba Xưởng nội thất xe tải, nơi ông lãnh đạo các nhóm làm việc trên tất cả các nội thất sản xuất trong tương lai của GM, bao gồm Cadillac Escalade, Chevrolet Tahoe / GMC Yukon và Hummer H3. Năm 2004, Lyon là Giám đốc Điều hành của GM Châu Á Thái Bình Dương Design, nơi ông đã lãnh đạo các đội ở Hàn Quốc, Trung Quốc và Úc để phát triển Chevrolet Cruze, Sonic và Spark.
Năm 2007, ông trở lại Michigan khi được bổ nhiệm làm Giám đốc Điều hành Thiết kế Nội thất của Bắc Mỹ. Trong vai trò đó, Lyon chịu trách nhiệm về 7 studio, bao gồm Chất lượng Cảm nhận, Màu sắc & Trang trí, Trải nghiệm Người dùng, và một số Studio Thiết kế chịu trách nhiệm thiết kế nội thất Cadillac, Buick, GMC và Chevrolet. Năm 2012, ông được bổ nhiệm làm giám đốc GM Europe Design, cơ sở của Đức cho công việc thiết kế Opel / Vauxhall  nhưng rời GM mà không có thông báo vào cuối tháng 7 năm 2012 trước khi chuyển đến Đức. but left GM with no notice end of July 2012 before moving to Germany.
Sau khi rời GM, ông thành lập công ty riêng của mình David Lyon Design LLC.
Tháng 6 năm 2013, Lyon bắt đầu thiết kế Pocketsquare, một studio tập trung vào thiết kế trải nghiệm người dùng nội thất ô tô.
Năm 2017, David trở thành Giám đốc thiết kế của nhà sản xuất ô tô Việt Nam Vinfast.
Ngày 1/4/2023, David Lyon tiết lộ tin ông làm việc cho hãng xe hơi thành lập năm 2018, Lordstown Motors

## Các mẫu xe
- Oldsmobile Alero Alpha (concept car)
- Oldsmobile Expression (concept car)
- Oldsmobile Alero
- Buick LaCrosse (concept car)
- Buick Bengal (concept car)
- Cadillac CTS
- Buick LaCrosse
- Chevrolet WTCC (concept car)
- Buick Riviera (concept car)
- Chevrolet Cruze
- Chevrolet Spark
- Chevrolet Sonic
- Chevrolet Volt
- VinFast